# Kaká
Ricardo Izecson dos Santos Leite, mer känd som Kaká, född 22 april 1982 i Brasília, Brasilien, är en brasiliansk före detta fotbollsspelare som sist spelade som offensiv mittfältare i Orlando City. Han kallades "den nye Pelé", och ingick i det brasilianska landslagets "Quarteta Magica" tillsammans med Ronaldinho, Adriano och Ronaldo.

## Karriär

### Klubbkarriär
Kaká föddes i Brasília med en far som var väg- och vattenbyggnadsingenjör. Han hade en ekonomiskt trygg uppväxt, som gjorde att han kunde koncentrera sig på skola och fotboll. När han var sju år flyttade familjen till São Paulo. Hans skola arrangerade en fotbollsturnering där Kakás lag gick till final. Det var då han blev upptäckt av São Paulo FC, som erbjöd honom en plats i lagets fotbollsskola. 
När Kaká var 17 år hade han inte debuterat för São Paulos A-lag ännu men i ungdomslagen, i både klubben och landslaget, hade han gjort succé, vilket gjorde att många europeiska klubbar anmälde sitt intresse för talangen. Den turkiska ligaklubben Gaziantepspor var väldigt intresserad och började förhandla med São Paulo. Affären gick dock inte igenom eftersom den turkiska klubben backade när São Paulo begärde 14 miljoner kronor för honom. 
Kaká var mycket nära att bli förlamad vid en olycka i oktober år 2000, då han slog i en bassängbotten. Han återkom dock och hoppade 7 mars 2001 in som reserv (18 år) i en cupfinal mellan São Paulo FC och Botafogo. Många trodde inte sina ögon när de fick se Kaká komma in, då han var en mycket okänd spelare och dessutom junior. Men efter 2 minuter hade Kaká presenterat sig. Under den tiden gjorde han två mål och sköt São Paulo till cupguldet.
Kaká kom till AC Milan år 2003; det var först tänkt att han skulle användas till att lånas ut och tjäna pengar på, men när Milan väl gav honom chansen så tog han den och planterade in sig själv i startelvan. Han var högst delaktig när Milan tog sig till Champions League-finalen 2005, som de förlorade mot Liverpool på straffar. Han var även högst delaktig när Milan tog sig till finalen igen 2007 mot just Liverpool. Där begick Milan inga misstag och Filippo Inzaghi avgjorde mötet med sina två mål och Dirk Kuyt gjorde Liverpools mål i slutminuterna. Kvällen 8 juni 2009 bekräftades att spanska storklubben Real Madrid hade köpt Kaká. Kaká har förutom VM-guldet 2002 vunnit italienska ligan, italienska supercupen, Champions League och VM för klubblag med Milan. Han har också vunnit flera individuella utmärkelser, bland annat som "Årets utländske spelare" både 2004 och 2006 samt som "Årets spelare i Italien" efter sin debutsäsong i Milan. 2007 blev Kaká av internationella fotbollsförbundet utsedd till världens bäste spelare.
Kaká har en tre år yngre bror, Digão, som spelar i New York Red Bulls.

### Internationell karriär
Kaká debuterade i Brasiliens landslag i januari år 2002, då han spelade mot Bolivia. Han spelade bara 25 minuter, men imponerade i alla fall så pass mycket på coachen Luiz Felipe Scolari att han fick en plats i VM-truppen samma år. Han fick endast 25 minuters speltid, detta i matchen mot Costa Rica. I finalen vann Brasilien över Tyskland med 2–0.
År 2003 var Kaká en av de bästa spelarna i brasilianska fotbollslaget. Den 29 juni 2005 gjorde Kaká ett mål mot Argentina, som fick resultatet till att bli 4–1. Kaká representerade Brasilien i VM 2006 där han gjorde sitt första VM-mål mot Kroatien. Han blev även "Man of the match" den dagen. Den 3 september 2006 gjorde Kaká ytterligare ett mål för Brasilien i en vänskapsmatch mot Argentina. Kaká var även med i VM 2010 i Sydafrika där Brasilien relativt komfortabelt vann sin grupp men Kaká missade avslutande gruppspelsmatchen mot Portugal efter att ha blivit utvisad mot Elfenbenskusten matchen före genom att få 2 gula kort i slutet av matchen,han gjorde även 2 assist den matchen. Kaká var dock tillbaka till matchen mot Chile som man vann med 3-0, han gjorde även ett assist till Fabiano. Kvartsfinalen mot Nederländerna inleddes bra genom att Robinho gjorde 1-0 men efter det vände Nederländerna matchen och vann slutligen med 2-1.

## Övergången till Real Madrid och återkomsten till Milan

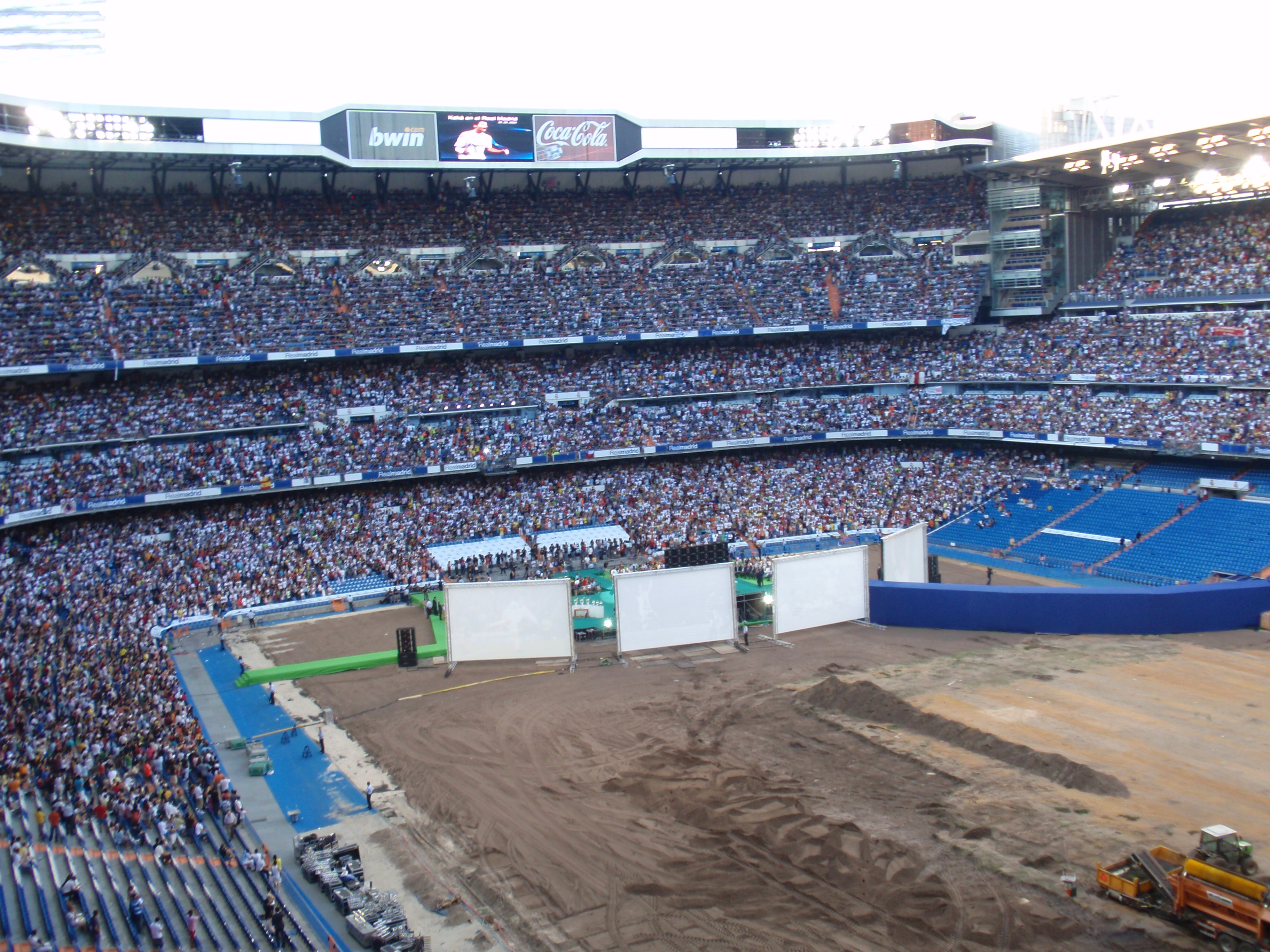
Kaká presenteras på Santiago Bernabéu-stadion.

Kaká har av en enig expertis räknats bland de bästa spelarna i världen de senaste 5–6 åren[när?]. Real Madrid som bland annat har vunnit spanska La Liga 31 gånger och Champions League, inklusive föregångaren Europacupen för mästarlag 9 gånger, hade i flera år varit ute efter att värva brasilianaren. Trots att den spanska jätteklubben har haft[när?] ett rykte om sig att nästan alltid lyckas värva spelare man absolut vill ha hade AC Milan dittills nobbat alla bud från Real Madrid. 1 juni blev byggmagnaten Florentino Perez för andra gången Madridklubbens president; Perez hade tidigare lett klubben 2000–2006 då han bland annat värvade David Beckham, Zinedine Zidane och Luis Figo för rekordbelopp.
Säsongen 2008/2009 blev misslyckad för Real Madrid då ärkerivalen FC Barcelona vann en trippel, det vill säga ligan, spanska cupen och Champions League. Fansen krävde en storsatsning för att kunna detronisera Barcelona kommande säsong. Perez utlovade ett "spektakulärt projekt" och efter drygt en vecka på posten knöt han Kaká till Real Madrid. Real uppges ha betalat 65 miljoner euro för Kaká. Beroende på vilken valuta man räknar i var övergångssumman den näst högsta eller tredje högsta som hade betalats vid en fotbollsövergång vid denna tidpunkt.   Den högsta övergångssumman som hade betalats var de 80 miljoner pund (92 miljoner euro) för hans nyblivna lagkamrat i Real Madrid, Cristiano Ronaldo. 
Kaká spelade i Real Madrid mellan 2009 och 2013. Han var ofta skadad de två första säsongerna, och blev ofta bänkad därefter. I september 2013 bekräftade Kaká att han återvänder till Italien och Milano.
Från och med säsongen 2014 spelade Kaká för det amerikanska laget Orlando City. Den 18 december 2017 meddelade Kaka att han avslutar sin spelarkarriär.

## Privatliv

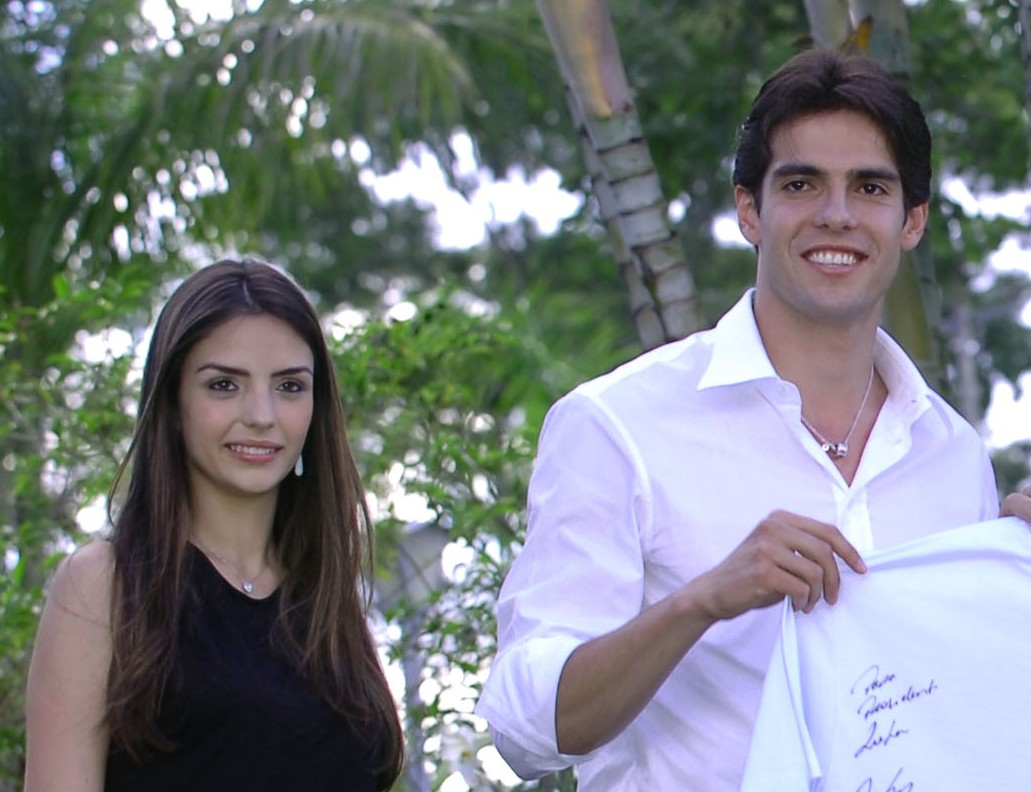
Kaká med sin före detta fru Caroline.

Kaká blev protestant när han var 12 år. "I learnt that it is faith that decides whether something will happen or not." Han har en tröja där det står "I belong to Jesus", som han även hade på sig då han vann finalen i Champions League med Milan år 2007. Kaká hade även på sig tröjan år 2004 då han vann scudetton med Milan. På hans fotbollsskor står det "God is Faithful", dem hade han på sig då han vann mot Argentina med sitt hemland Brasilien år 2005. 
När Kaká gör mål så pekar han alltid upp mot himlen, för att tacka Gud. Han är även stolt över att han var oskuld tills han gifte sig. Hans favoritmusik är gospel, och hans favoritbok är Bibeln. Sedan november 2004 har han tjänstgjort som "Ambassador Against Hunger" för "United Nations' World Food Programme".
Kaká blev italiensk medborgare den 12 februari 2007. Ricardo eller "Ricky" som Kaká kallades för i Milano, gifte sig den 23 december 2005 med Caroline Celico (26 juli 1987), som han träffade år 2001 när han spelade för fotbollsklubben São Paulo. De gifte sig, en dag före julafton, i den protestantiska kyrkan "Reborn in Christ" i São Paulo, Brasilien. Deras första barn föddes i Saõ Paulo den 10 juni 2008. Barnet blev en pojke och fick heta Luca Celico Leite. Dessutom har paret en dotter, Isabella, född 23 april 2011. Kaká och Celico skildes 2015.
Kaká har gjort reklam för Adidas och har modellkontrakt med "Armani" och "Dolce & Gabbana".
Han stöttade Jair Bolsonaro inför det brasilianska presidentvalet 2018.

## Smeknamnet "Kaká"
Kaká fick sitt smeknamn av sin yngre bror "Rodrigo Izecson dos Santos Leite", men som även kallas för Digão. Rodrigo kunde inte uttala Kakás riktiga namn "Ricardo", så han kallade honom för Caca, med "C". När han väl blev fotbollsspelare så ville han kallas för Kaká, med K. Ibland kallas han för "Ricardo Kaká" av europeisk media.

## Meriter
Landslaget
- VM i fotboll: 2002, 2006
- VM-guld: 2002
- FIFA Confederations Cup: 2005, 2009

Individuellt
- Guldbollenvinnare: 2007
- Utsedd till världens bästa manlige fotbollsspelare 2007.

São Paulo FC
- Copa de Juvenil: 2000
- Torneio Rio-São Paulo: 2001
- Supercampeonato Paulista: 2002

AC Milan
- Serie A: 2004
- UEFA Champions League: 2007
- Uefa Super Cup: 2003, 2007
- Fifa Club World Cup: 2007

Real Madrid CF
- La Liga: 2011/2012
- Spanska cupen: 2010/2011
- Spanska supercupen: 2012

## Personliga meriter
- Serie A, Ung fotbollsspelare detta år: 2003
- Serie A, Utländsk fotbollsspelare detta år: 2004, 2006, 2007
- Serie A, fotbollsspelare detta år: 2004, 2007
- UEFA Champions League Bästa mittfältare: 2005
- Världens bästa "Playmaker": 2007
- FIFA worlds best player: 2007
- Årets bästa spelare i Europa: 2006
- UEFA Champions League skyttekung: 2007
- UEFA Champions League bästa anfallare: 2007